# 水牛嶺

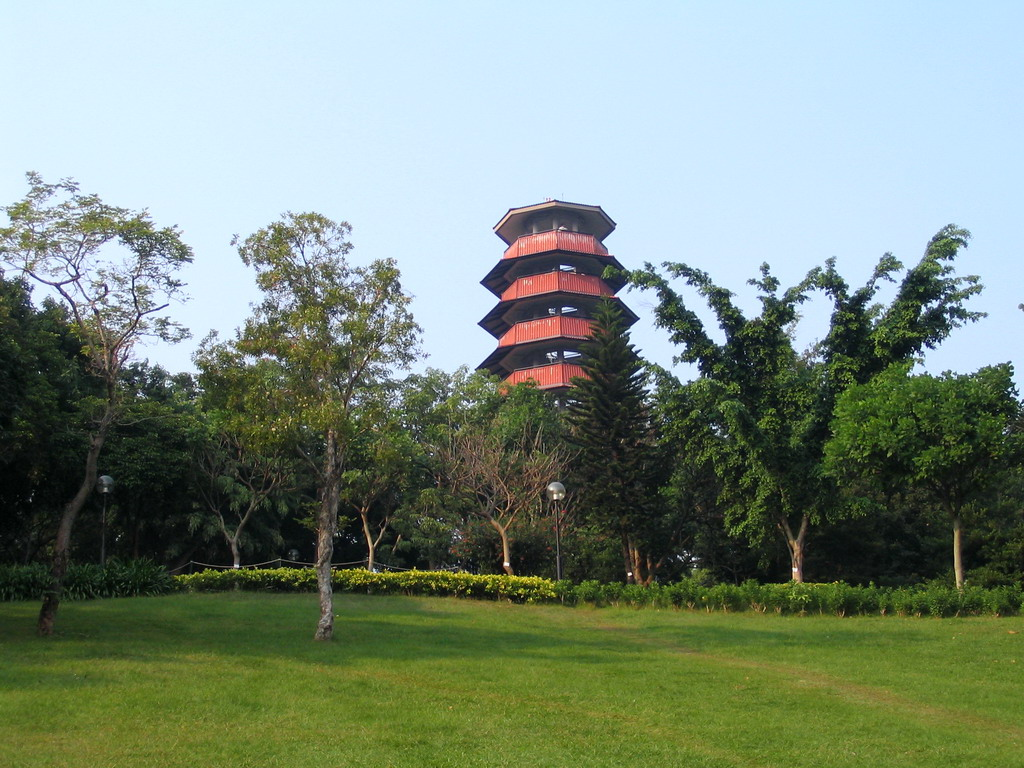
位於水牛嶺山頂的元朗公園百鳥塔是元朗地標性建築

水牛嶺（英語：Shui Ngau Ling），是位於香港新界元朗市西部、青山公路屏山段以南的一座小山，高約34米。現大部份山坡已成為元朗公園的一部份，周邊建有低密度住宅區。自公園落成後，水牛嶺作為地名已被「元朗公園區」所取代。

## 歷史
水牛嶺是水邊村西南面的一座小山，在清代嘉慶二十四年（1820年）編成的新安縣志已被提及。水牛嶺下曾有一條臥波橋，由屏山秀才鄧芝蘭、鄧豹夑建於乾隆五十九年（1794年）。水牛嶺四周原有大片由屏山鄧氏擁有的稻田，亦有果園，近水邊村山麓有梯田（現今元朗公園大草坪），山坡上有原居民墓地。從公庵山流下來的溪水經水牛嶺西北麓穿過水邊圍和水邊村之間，匯合山貝河流出后海灣。
香港日治時期期間，水牛嶺成為日軍憲兵部刑場和被害者的亂葬之地。1956年，博愛醫院籌建二次世界大戰殉難同胞公墓，將200具無人認領的遺骸合葬。義塚位於水牛嶺南麓，醫院值理會定期拜祭。
戰後，內地難民湧港，有人在近水邊村山麓的梯田上搭建寮舍聚居，是為大園木屋區，曾於1966年發生四級大火，水牛嶺南麓亦發展成欖口園木屋區。1960年代前，水牛嶺東麓已設有香港粉絲廠（現今御豪山莊第一期）、大成地氈廠、皮革廠等工廠。粉絲廠在山坡上設立曬粉絲場，故此當時水牛嶺亦被稱為「粉絲山」，附近的居民會上山收拾地上的粉絲食用或轉賣。

### 平房區
1950年代末，政府計劃於水牛嶺南麓闢建平房徙置區，安置大陂頭、西漁涌、大旗嶺、欖口園一帶低窪地區常受水災影響的木屋居民，是新界第二個建立的徙置區（第一個為大窩口亞斯理村）。徙置區由美國天主教福利會和牛津飢饉救濟委員會籌建，香港政府出資八萬港元平整地基、比利時王國響應聯合國救濟難民運動捐款五萬美元興建平房，落成後交由徙置事務處管理。
1961年，水牛嶺平房區落成揭幕。平房區規劃為八階六列、共197間每五間相連的石屎平房。髹上不同顏色的平房內有客廳、睡房和廚房。平房區設有教堂和學校（信基幼稚園，今香港童軍總會元朗西區總部）、球場和公廁，亦有公用自來水供應。平房區設有一座日晷儀，四面刻上中、英、法及荷四種文字，紀錄開村緣起。平房區首批入住居民是受1960年5月元朗水災影響的188戶共1,200名大陂頭災民。
1964年，位於水牛嶺山頂和西南麓的平房區擴建區落成。擴建區由天主教福利會和牛津飢饉救濟委員會損款25萬港元籌建，新建雙層平房4座共40個單位，單層平房37個單位。 該年，水牛嶺平房區有居民1,508人。1970年代初，水牛嶺平房區有居民273戶，共1,406人。

### 市鎮公園
1981年起，平房區開始清空，居民陸續獲安置到水邊圍邨、朗屏邨和屯門友愛邨。因公共房屋的租金較平房屋貴近七十倍，有居民要求政府撥地重置平房區，並曾向立法局議員及比利時王子請願。1986年，水牛嶺平房區正式清拆，地皮用作興建市鎮公園。1991年，元朗市鎮公園落成，由區域市政局主席張人龍主持開幕典禮。山上300多棟樹木、四個原居民祖墳和日晷儀基座獲保留。另外，元朗公園西邊的小徑是由原水牛嶺山徑改建而成（即童軍總部至公園南、北路交界的小徑）。
1982年至83年，大園木屋區和水牛嶺周邊寮舍、工廠開始清拆，共拆除1,060棟建築物，有266戶共1,052名居民受影響，大部份獲安置到公共房屋或臨時房屋區。1984年，水牛嶺周圍的地段被平整以擴展元朗新市鎮，1980年代末起曾設立四個臨時房屋區，大部份地皮在1990年代中後期被用作興建低密度住宅屋苑。
現時，元朗公園被公園南路和北路包圍。水牛嶺西北處有香港童軍總會元朗西區總部、墓地和水邊村骨殖甕，西南處有元朗公立中學和保良局羅氏信託學校，東南處有南部有路德會西門英才中學，南部有水牛嶺義塚。在道路外圍，有市鎮公園北兒童遊樂場、博愛醫院元朗商會極限運動場、水邊村、元朗游泳池、元朗大球場、元朗公立中學校友會小學、華翠豪園、翠韻華庭、藝典居、市鎮公園南遊樂場、柏麗豪園、御景園、御豪山莊。

## 外部連結
- 跑遊元朗 - 水牛嶺 （页面存档备份，存于）